# Oreiallagma
Oreiallagma is een geslacht van libellen (Odonata) uit de familie van de waterjuffers (Coenagrionidae).

## Soorten
Oreiallagma omvat 5 soorten:
- Oreiallagma acutum (Ris, 1918)
- Oreiallagma oreas (Ris, 1918)
- Oreiallagma prothoracicum (Kimmins, 1945)
- Oreiallagma quadricolor (Ris, 1918)
- Oreiallagma thelkterion (De Marmels, 1997)